# Zonder titel (Hans Ittmann)
Aan De Mirandalaan in Amsterdam-Zuid staat een titelloos artistiek kunstwerk van Hans Ittmann.
Hij maakt dit beeld voor de vestiging van het Joods Kindertehuis Le-Ezrath Ha-Jeled (Het kind ter hulpe), dat hier in 1965 gevestigd werd. Koningin Juliana der Nederlanden kwam op 16 november 1965 het gebouw openen. Vermoedelijk kwam het beeld voort uit de 1%-regeling van destijds, waarvoor subsidie moet worden aangevraagd bij het Ministerie van Onderwijs, Kunsten en Wetenschappen  Een foto ("klaar voor opening") geschoten door Jack de Nijs op 15 november 1965 laat het beeld zien. Het kreeg de naam Joods Monument, maar Ittmann had het zo geconstrueerd dat het ook door de kinderen wel gebruikt kon worden als speelobject (klimpaal). Het kindertehuis vertrok al spoedig (1975) en Stichting HVO Querido (dak- en thuislozen) neemt het gebouw en beeld over. In 1996 verdwijnt ook het paviljoenachtige gebouw om plaats te maken voor nieuwbouw van architect Bruno Albert, die het beeld wel vindt passen bij de nieuwbouw. Het beeld wordt eerst van bouwput naar bouwput gesleept om uiteindelijk bij de oplevering in de tuin te belanden van U-vormige vleugels. Het staat daar dan enige tijd, waarbij de kennis over het beeld langzaam verdwijnt. Een medewerker van het Judith van Swethuis van HVO vond dat jammer en ging zelf op onderzoek uit, waarbij hij langzaam achter de geschiedenis van het beeld kwam. 
Na een schoonmaakbeurt verrees het beeld in 2019 op haar oude plek langs de laan. In april 2019 wordt het opnieuw onthuld waarbij de conservator moderne kunst van het Stedelijk Museum Amsterdam Beatrice von Bormann een toelichting geeft over beeld en kunstenaar. De uiteindelijk onthulling wordt verricht door Sebastiaan Capel van de stadsdeelraad in bijzijn van een neef van de kunstenaar. Het beeld heeft dan wel haar naam verloren. 

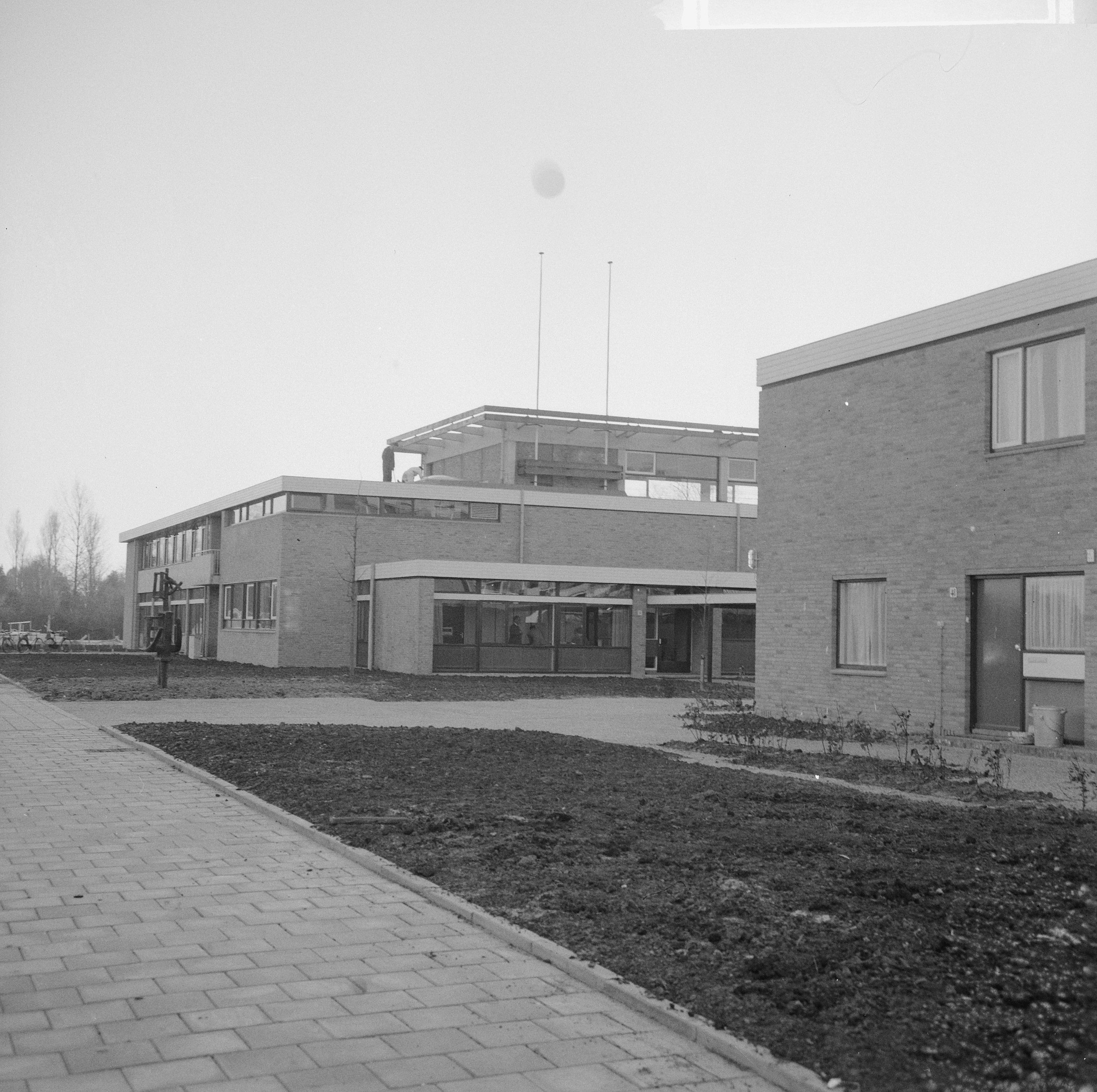
Gebouw met links het beeld (november 1965)